# Choe U-ram
Choe U-ram (* 1970) ist ein südkoreanischer Künstler. Er lebt und arbeitet in Seoul, Südkorea.

## Leben
Geboren wurde Choe in Seoul, Südkorea. Er studierte an der Chun-Ang-Universität in Seoul und erwarb 1993 den Bachelor of Fine Arts sowie 1999 den Master of Fine Arts. Seine erste Soloausstellung trug den Namen „Civilization Host“ und eröffnete 1998 in der Seouler Galerie Boda. Die erste internationale Ausstellung hieß „New Active Sculpture“ und begann 2006 in der New Yorker Bitforms Gallery. 
Im gleichen Jahr erhielt Choe den Young Artist Today Award, Fine Arts Part sowie den POSCO Steel Art Award, Grand Prize. Eine weitere Auszeichnung errang Choe 2009 mit dem Kim Se-choong Sculpture Award, „Young Sculptor Part“.

## Werk
Als zeitgenössischer Künstler erschafft Choe kinetische Skulpturen. Seine Arbeitsweise beinhaltet die Analyse von Bewegung in der Natur. Die Konstruktion der Skulptur zielt darauf ab, die Vorlage der Natur nachzuahmen. Die Skulpturen entsprechen demnach programmierte, mechanische Kreaturen, die sich lebensecht bewegen. In ihnen kombiniert Choe physikalische Gesetze mit den Prinzipien der Ästhetik. Er verleiht ihnen Namen, die der Natur oder dem verwendeten Material entlehnt sind. Wie bei einer lebendigen Kreatur existiert zu jedem Objekt eine Vergangenheit. Hierdurch erschafft Choe einen Kosmos seiner eigenen Imagination. Vor diesem Hintergrund erhalten die Skulpturen eine Lebendigkeit und verändern damit Grenzen bestehender Körper. Sie ermöglichen eine neue Einordnung der Beziehungen von Außen und Innen, Subjekt und Umwelt sowie Maschine und Organismus.